# La Prophétie des Andes (film)
Pour plus de détails, voir Fiche technique et Distribution.
La Prophétie des Andes (The Celestine Prophecy) est un film américain réalisé par Armand Mastroianni, sorti en 2006. Il est adapté du roman à succès de James Redfield, La Prophétie des Andes.

## Synopsis
John Woodson a perdu son emploi d'enseignant dans un collège, et il se retrouve à un tournant de sa vie. Il part alors en vacances au Pérou, où il passe son temps à rechercher le neuvième rouleau d'un texte ancien, censé révéler l'avenir de l'humanité.

## Fiche technique
- Titre original : The Celestine Prophecy
- Réalisation : Armand Mastroianni
- Scénario : Barnet Bain, Dan Gordon, d'après le roman La Prophétie des Andes de James Redfield
- Lieux de tournage : Costa Rica, Porto Rico, Saint Augustine (Floride)[2],[3]
- Costumes : Suzy Freeman
- Photographie : R. Michael Givens
- Musique : Nuno Malo
- Montage : Maysie Hoy, Scott Vickrey
- Durée : 99 minutes[4]
- Budget : environ 10 000 000 $[2]
- Box-office : 1 500 000 $[5],[6]
- Date de sortie : 
  - États-Unis : 2006

## Distribution
- Matthew Settle : John
- Thomas Kretschmann : Wil
- Sarah Wayne Callies : Marjorie
- Annabeth Gish : Julia
- Héctor Elizondo : Cardinal Sebastian
- Joaquim de Almeida : Père Sánchez
- Jürgen Prochnow : Jensen
- John Aylward : Dobson
- Cástulo Guerra : Père José
- Obba Babatundé : Miguel
- Tequan Richmond : Joueur de basket-ball
- Vinicius Machado : Conquistador espagnol (pas crédité)

## Accueil critique
Le film connaît un accueil négatif. Rotten Tomatoes, Metacritic lui donnera surtout des critiques défavorables. Les critiques de film quand a eux le qualifieront de « superficiel, maladroit, mal rythmé »,,.